# 弗氏鸚竺鯛
弗氏鸚竺鯛，又稱弗氏天竺鯛，為輻鰭魚綱鈎頭魚目天竺鯛科鸚竺鯛屬的其中一個種。

## 分布
本魚分布於印度西太平洋區，包括馬爾地夫、印尼、菲律賓、新幾內亞、澳洲、帛琉等海域。

## 深度
水深13至40公尺。

## 特徵
本魚體延長而側扁，眼大，口大略下位。前鰓蓋骨邊緣鋸齒狀； 體半透明略呈淡粉紅色，尾鰭基底具一大黑色斑點，頭部從吻部放射出數條橙色條紋，背鰭硬棘8枚；背鰭軟條9枚；臀鰭硬棘2枚；臀鰭軟條8枚；脊椎骨24個，體長可達7.5公分。

## 生態
本魚棲息於獨立垂直的峭壁，白天躲藏於岩架下，夜間出來覓食，屬肉食性。繁殖期時，雄魚具有口孵習性，卵約7日化成仔魚，由雄魚吐出，具短暫的仔魚飄浮期。

## 經濟利用
不具經濟價值。